# Stjärnsystemet

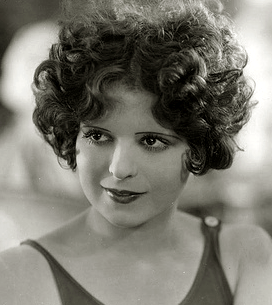
Clara Bow, från filmen Rough House Rosie 1927

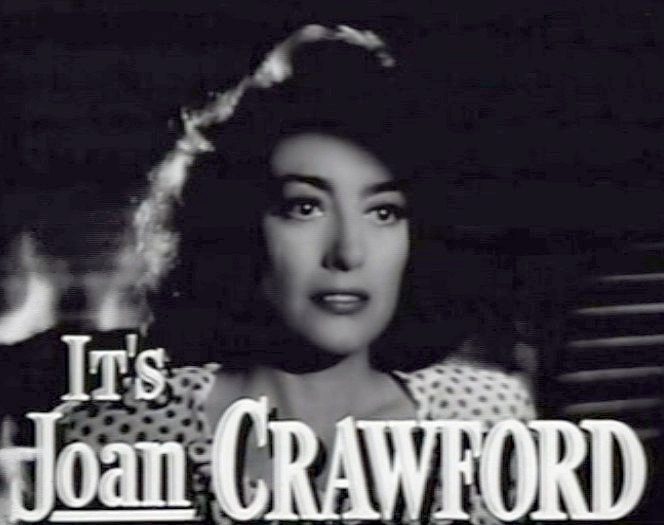
Joan Crawford från filmen Mildred Pierce 1945.

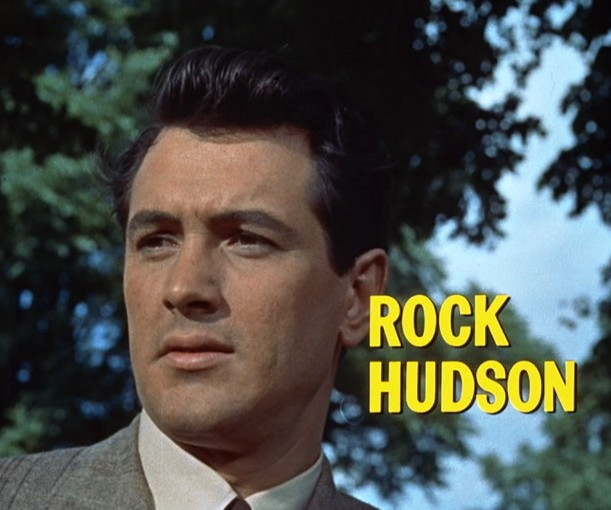
Rock Hudson från filmen Jätten 1956.

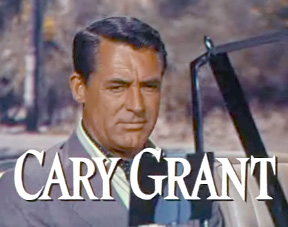
Cary Grant från filmen Ta fast tjuven 1955.

Stjärnsystemet var en metod som gick ut på att skapa och göra reklam för filmstjärnor under den klassiska Hollywooderan. Filmbolag valde ut lovande unga skådespelare och skapade personligheter för dem, vilket ofta innebar att skådespelarna fick nya namn och ibland även bakgrunder. Exempel på stjärnor som gick igenom stjärnsystemet inkluderar Cary Grant (född som Archie Leach), Joan Crawford (född Lucille Fay LeSueur) och Rock Hudson (född Roy Harold Scherer Jr.).
Stjärnsystemet framhävde stjärnans image istället för agerandet, även om diskreta drama-, röst- och danslektioner var en vanlig del av systemet. Kvinnor förväntades aldrig lämna huset utan smink och modekläder. Män förväntades föra sig som gentlemän offentligt. Vissa stjärnor fick skriva på kontrakt med moral-klausuler vilka förbjöd dem att uppföra sig på vissa sätt.
Precis som bolagschefer, pr-agenter och agenter arbetade tillsammans med skådespelaren för att skapa en personlighet, arbetade de tillsammans för att skyla över olyckor eller händelser som kunde skada stjärnans offentliga image. Det var till exempel vanligt att arrangera dejter mellan stjärnor som var singlar för att generera publicitet, speciellt om en av dem var homosexuell (som med Rock Hudson, Tab Hunter och andra). Skvallertidningar fick tips och fotografer dök upp för att föreviga det romantiska ögonblicket. Samtidigt blev en stjärnas drogberoende (som Robert Mitchums arrestering för marijuanainnehav), alkoholism, skilsmässa eller otrohet överskylt genom mutor till vittnen eller löften om exklusiva berättelser till skvallerkolumnister.

## Starten för stjärnsystemet
Under filmens tidiga år (1890-1900) blev skådespelare inte identifierade i filmer. Det finns två stora skäl till detta
1. Teaterskådespelare skämdes över att vara med i filmer. Stumfilmer ansågs vara pantomimer. En skådespelares främsta färdigheter var deras röst. De var rädda att medverkande i filmer skulle förstöra deras rykte. Tidiga filmer var även designade för arbetarklassen. Film ansågs bara vara ett snäpp över karnevaler och freakshower.
2. Producenter var rädda att skådespelare skulle få mer prestige och makt och kräva mer pengar.

Thomas Edison och MPPC tvingade filmskapare att använda deras instrument och följa deras regler, eftersom de ägde många patent av de instrument som användes. MPPC tyckte illa om reklam för stjärnor, även om de enligt Janet Staiger, faktiskt gjorde reklam själva.
Den största orsaken till ändringen var publikens önskan att veta skådespelarens namn. Filmpubliken kände igen vissa skådespelare i filmer de tyckte om. Eftersom de inte visste deras riktiga namn fick de smeknamn (som "Biograph flickan", Florence Lawrence som var med i filmer från Biograph).
Producenten Carl Laemmle gjorde reklam för den första filmstjärnan. Han var självständig från MPPC och använde reklamen som ett sätt att slå tillbaka mot MPPC:s kontroll. Laemmle fick tag i Lawrence från Biograph. Han spred ett rykte om att hon hade dött i en spårvagnsolycka. Han slog sedan mot detta rykte och sade att hon var OK och skulle medverka i en film som producerades av hans bolag, Independent Motion Picture Company (IMP).
Utvecklingen av idoltidningar om film gav fans kunskap om skådespelarna utanför deras filmroller. Motion Picture Story Magazine (1911-) och Photoplay fokuserade från början på filmernas handling men insåg snart att de sålde fler exemplar om de fokuserade på skådespelarna.
Även stjärnsystemet för teatern utvecklades. Teaterstjärnor vid slutet av 1800-talet behandlades ungefär som filmstjärnorna skulle bli behandlade under mitten av 1900-talet.